# النصب التذكاري والهالا
النُصب التذكاري والهالا (بالإنجليزية:Walhalla memorial) هو قاعة مشاهير مخصصة لتكريم الأشخاص المميزين في  التاريخ الألماني -- «السياسيين، الملوك، العلماء، والفنانون من ناطقي اللغة الألمانية». يتم استقطاب المشاهير من رابطة الشعوب الجرمانية، منطقة أوسع من ألمانيا اليوم، وحتى في أماكن بعيدة مثل بريطانيا في حالة العديد من الأنجلوسكسونيين الذين يتم تكريمهم. القاعة مبنية على شكل الحركة الكلاسيكية الحديثة وذلك فوق نهر الدانوب، شرقاً من ريغنسبورغ في بافاريا.
تم تسمية النصب والهالا علي أسم فالهالا في الديانة الإسكندنافية القديمة (Old Norse religion). تم تصميمه في عام 1807 من قبل ولي العهد الأمير لودفيغ من أجل دعم الزخم الذي جمع آنذاك من أجل توحيد الولايات الألمانية العديدة. يعرض النصب التذكاري حوالي 65 لافتة تاريخية و 130 تمثال نصفي تغطي 2000 سنة من التاريخ، بداية مع أرمينيوس، المنتصر في معركة غابة تويتوبورغ في 9 م.

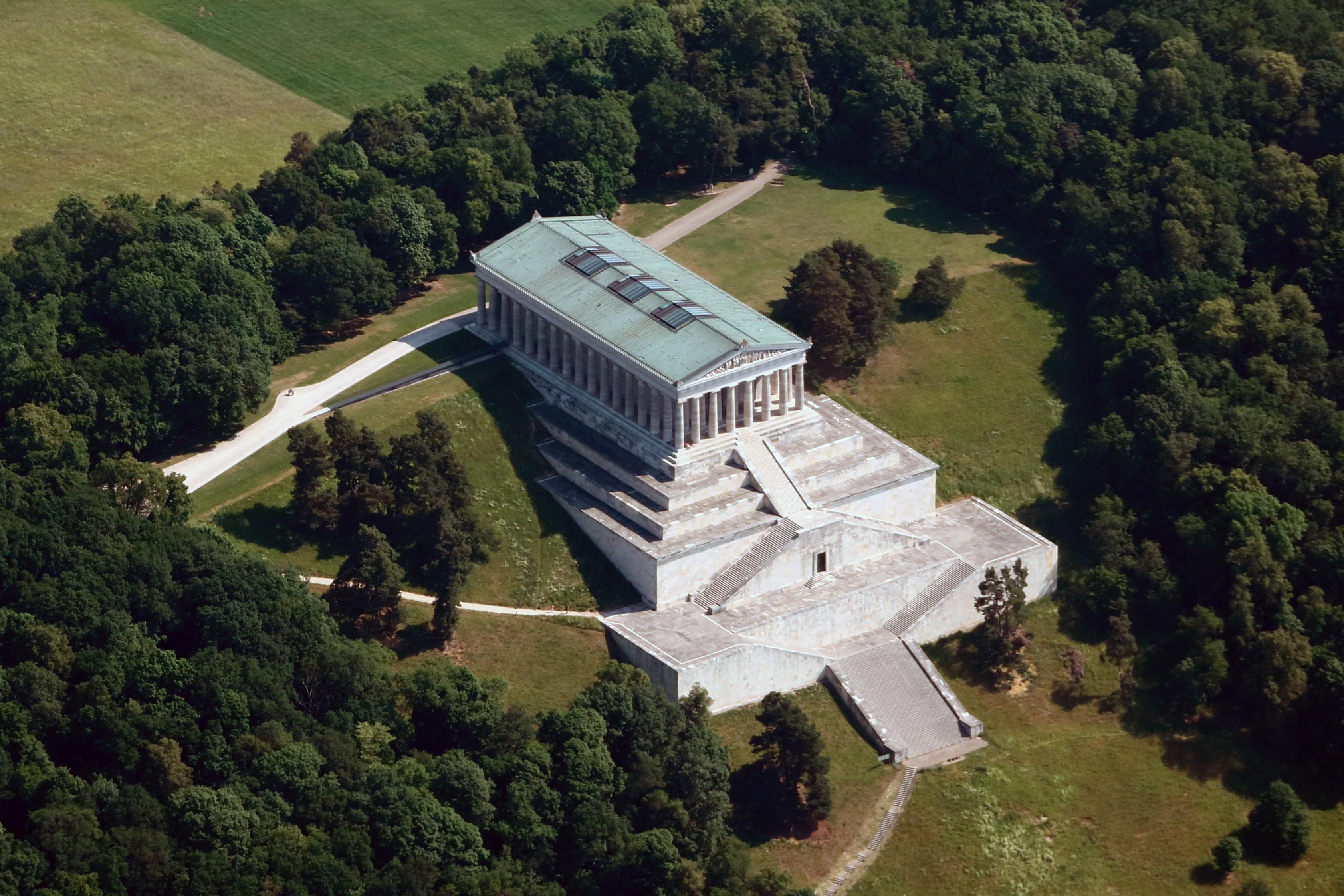
والهالا، مشهد من السماء

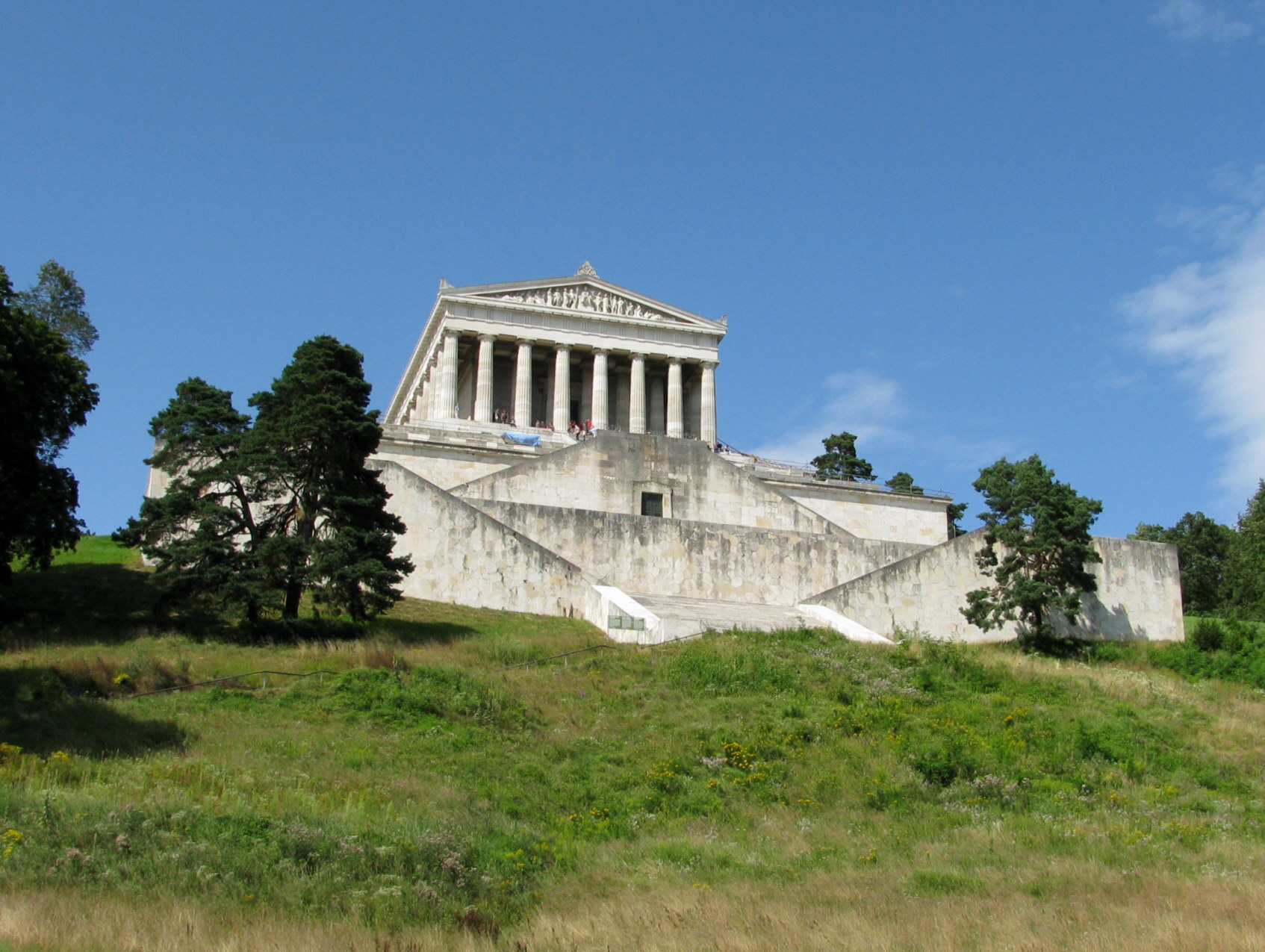
والهالا، كما يمكن رؤيته من نهر الدانوب

## التاريخ

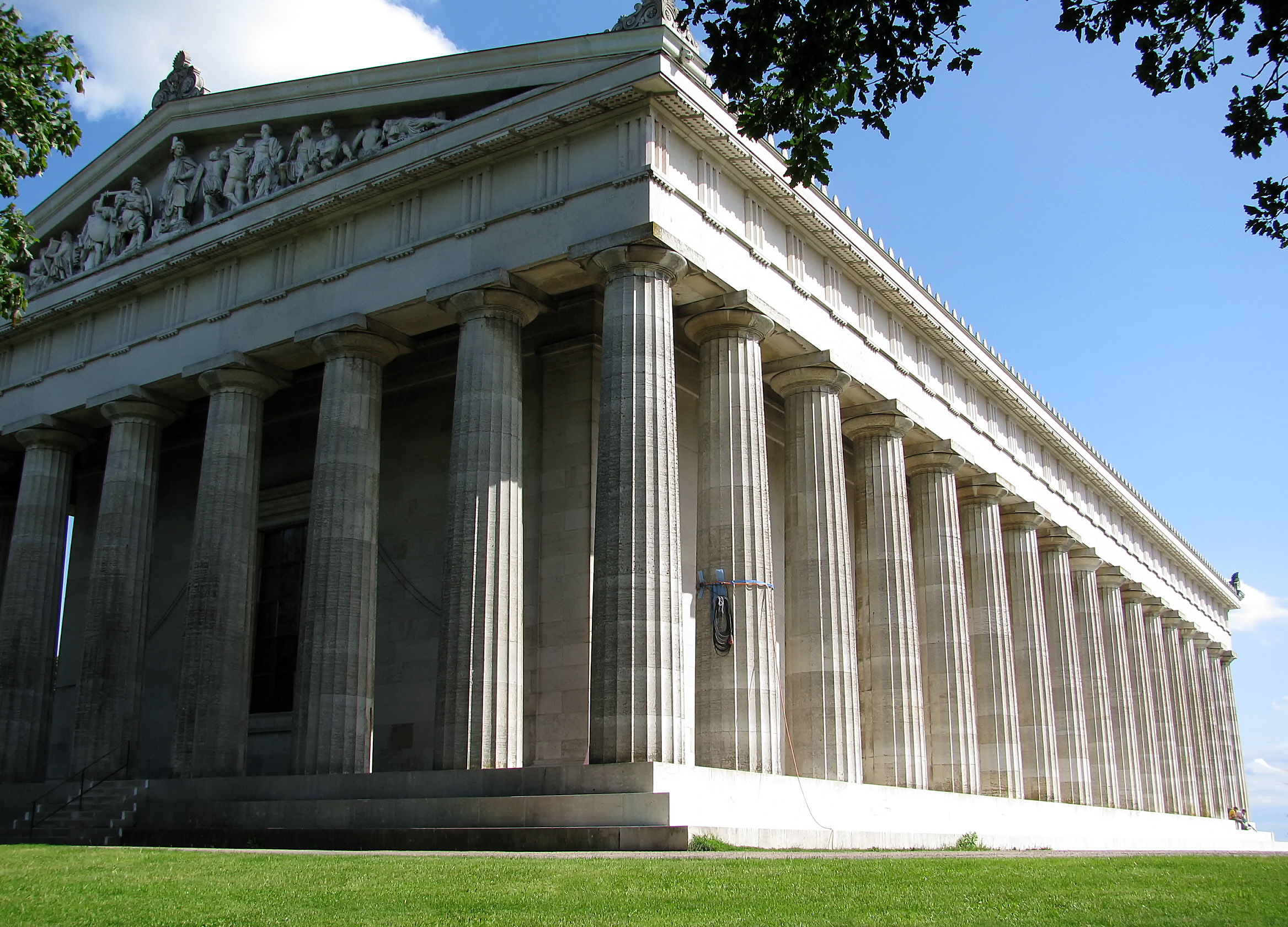
مشهد خارجي من الشمال الغربي

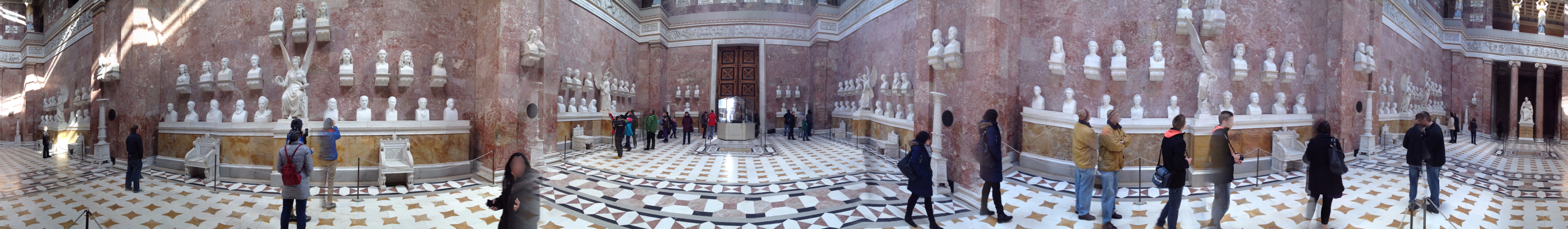
مشهد بنورامي 360 درجه من داخل نُصب والهالا، ألمانيا

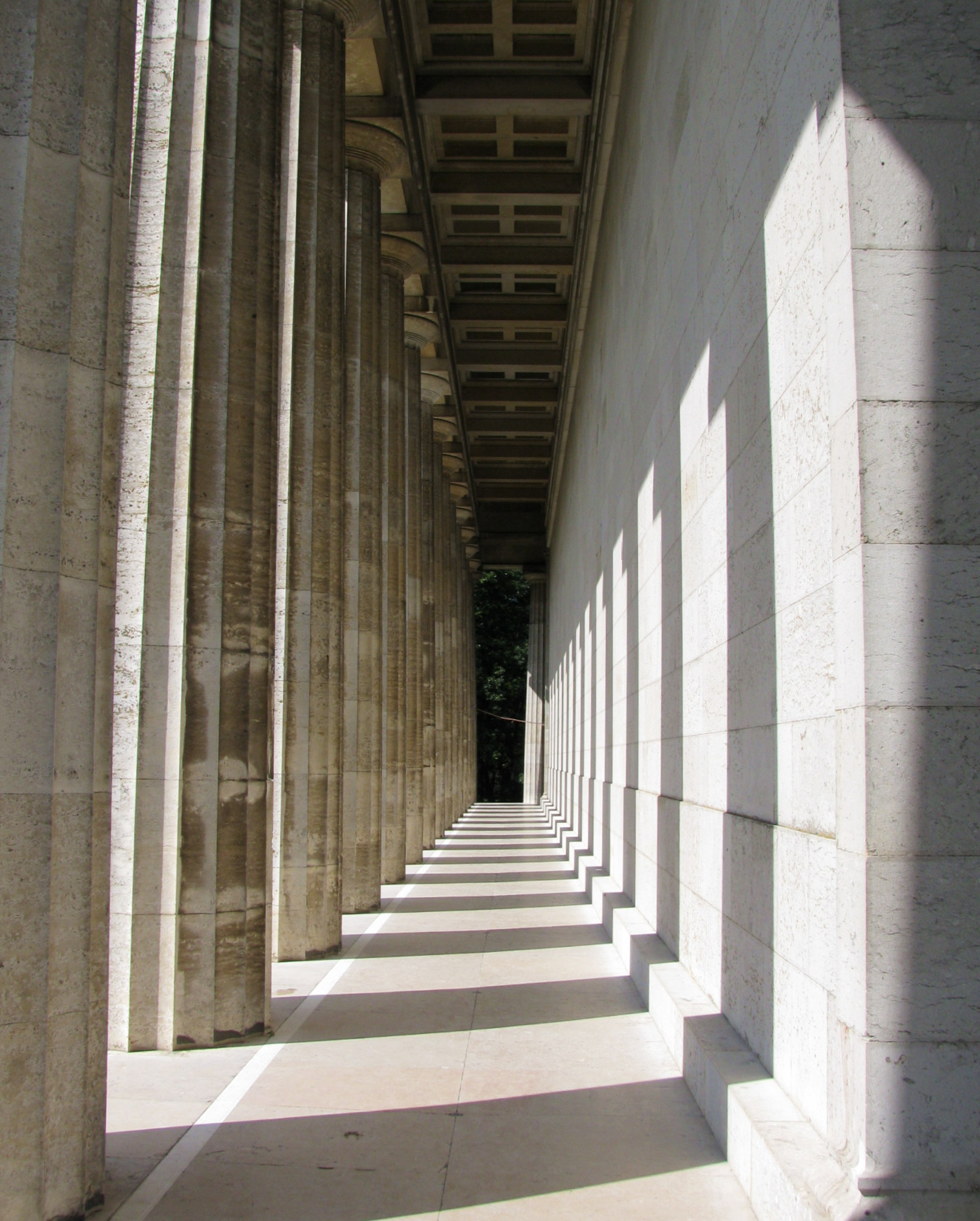
والهالا كولانيد

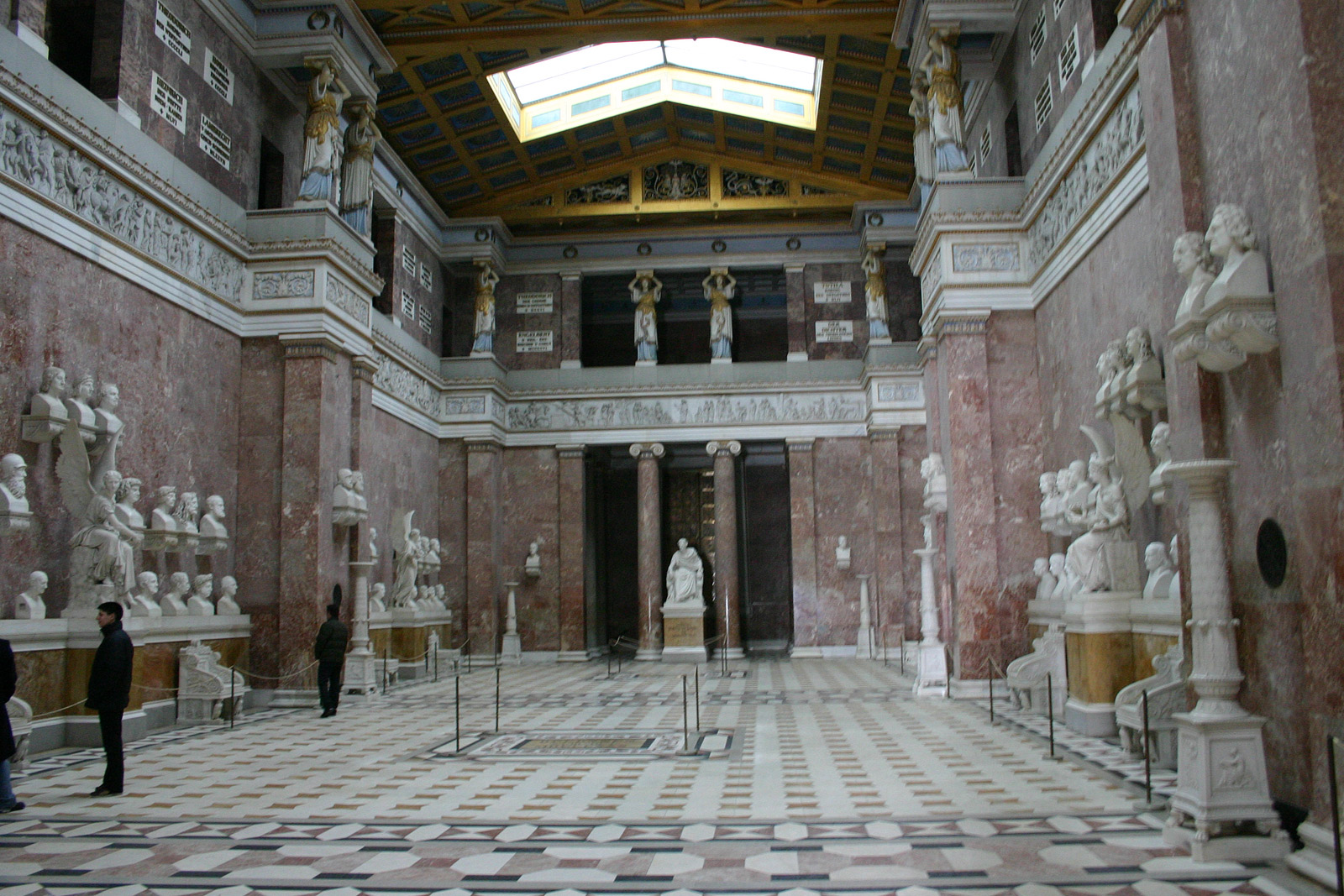
قاعة والهالا الرئيسية

### لوحات تذكارية

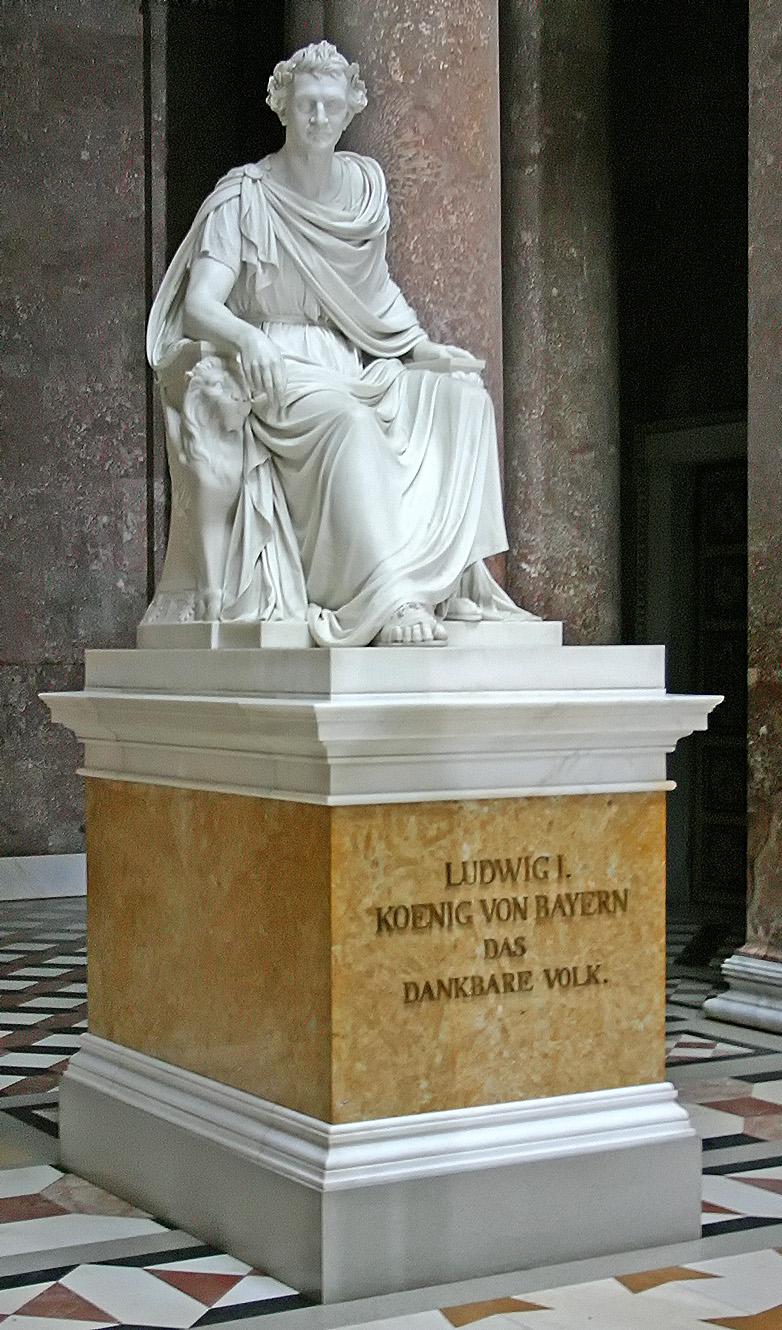
تمثال للملك لودفيغ الأول (رقم 63، 1890)، باني القاعة

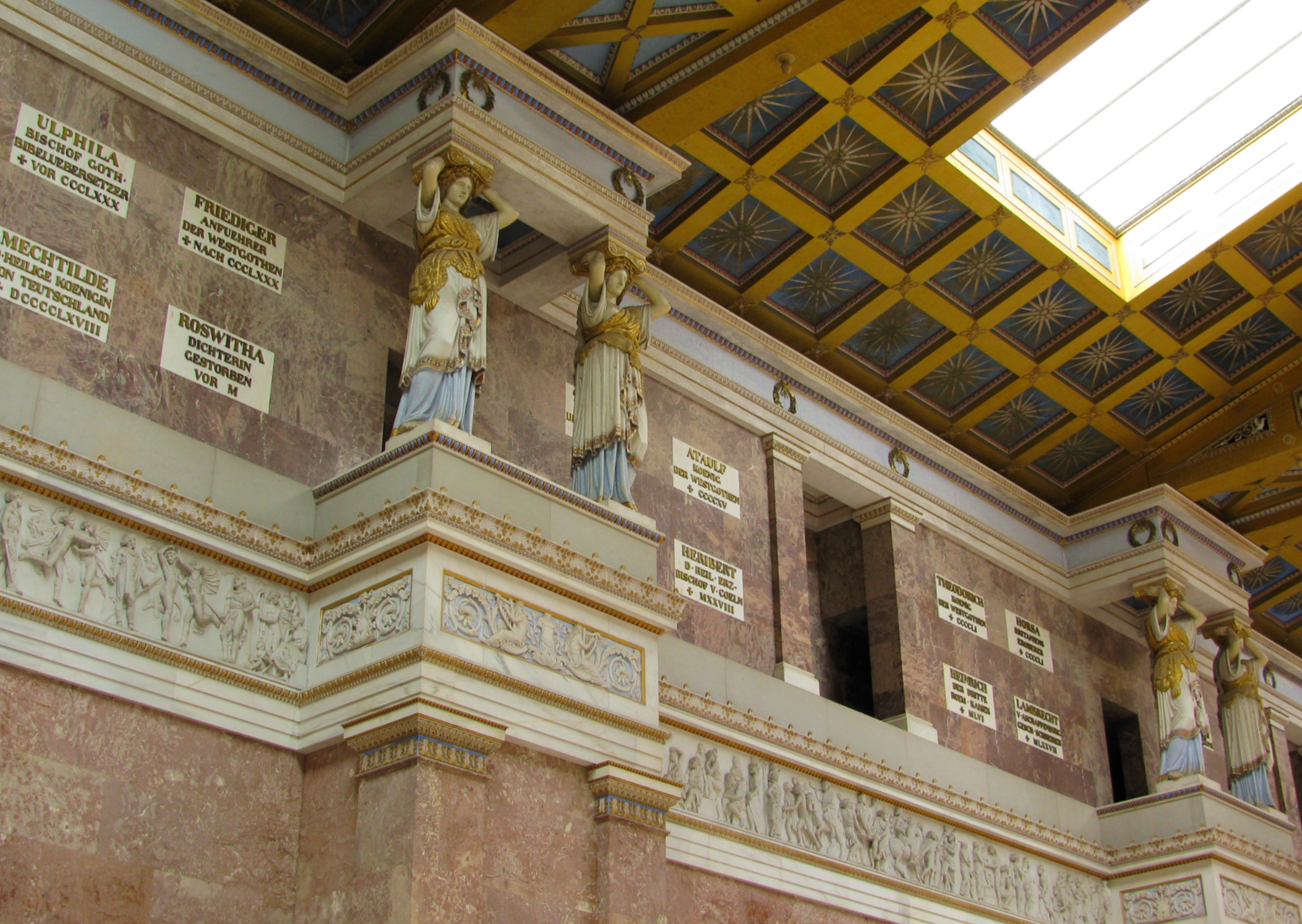
فريتيجرن (Fritigern)، قائد القوط الغربيين (اللوحة الثانية من الشمال الأعلي)

## المؤلفات
- Walhalla, official guide booklet, translated by Helen Stellner and David Hiley, Bernhard Bosse Verlag Regensburg, 2002
- Eveline G. Bouwers, Public Pantheons in Revolutionary Europe. Comparing Cultures of Remembrance, c. 1790-1840, Basingstoke 2012, pp. 161-212 ((ردمك 978-0-230-29471-4))
- Adalbert Müller: Donaustauf and Walhalla (1846) at archive.org

## روابط خارجية
- الموقع الرسمي للـ والهالا
- New York Times: Two Temples To the Greats Of Germany، 1988

إحداثيات: 49°01′53.35″N 12°13′26.72″E / 49.0314861°N 12.2240889°E